# Boeing C-17 Globemaster III
Para consultar otras aeronaves llamadas Globemaster ver: C-74 Globemaster y C-124 Globemaster II.
El Boeing C-17 Globemaster III es un avión de transporte militar pesado de largo alcance desarrollado por McDonnell Douglas entre las décadas de 1980 y 1990 para la Fuerza Aérea de Estados Unidos (USAF), siendo actualmente fabricado por Boeing Integrated Defense Systems debido a la fusión de las dos empresas. El C-17 Globemaster III es usado como avión de transporte estratégico rápido de tropas y suministros para realizar misiones de transporte táctico, evacuación médica, despliegue de tropas aerotransportadas y lanzamiento de paracaidistas. Tiene la capacidad de proveer de manera continua suministros tanto a bases operativas como a potenciales batallas. La aeronave lleva el nombre que llevaron con anterioridad otros dos aviones de transporte militar estadounidenses, el C-74 Globemaster y el C-124 Globemaster II, aunque no guarda relación alguna con ellos.
El C-17 es operado desde 1993 por la Fuerza Aérea de los Estados Unidos, la Royal Air Force británica, la Real Fuerza Aérea Australiana y las Fuerzas Canadienses, así como la OTAN y las Fuerzas Armadas de Catar y los Emiratos Árabes Unidos. Recientemente la India aprobó la compra del C-17.
En septiembre del año 2013, Boeing anunció el cierre definitivo, para el año 2015, de la producción del C-17.

## Desarrollo
En 1972, la Fuerza Aérea estadounidense empezó a buscar un reemplazo para los C-130 Hércules. Se abrió una competición para la adjudicación de un avión de transporte medio con capacidad STOL, al que se presentaron Boeing, con el YC-14, y McDonnell Douglas, con el YC-15. La Fuerza Aérea quería que un solo modelo saliera del concurso AMST y que fuera capaz de realizar misiones de transporte aéreo tanto estratégicas como tácticas. Alternativamente, se aceptaba desarrollar una versión no STOL del AMST para transporte aéreo estratégico. Esto requeriría cambios importantes en cualquiera de los dos diseños para producir un avión mucho más grande. La competición se canceló antes de elegir un ganador. 
El diseño del YC-15 incorporó un ala supercrítica, resultado de las investigaciones de la NASA, que mejoraba la sustentación a baja velocidad. Además, un sistema de aletas de doble ranura dirigía parte de los gases de escape de los reactores hacia abajo, mientras que el resto de los gases pasaba a través de la aleta y luego seguía la curva descendente debido al efecto Coandă. El YC-15 utilizaba cuatro motores Pratt & Whitney JT8D-17.
Basándose también en las investigaciones de la NASA, el YC-14 montaba los dos motores sobre el ala, buscando el efecto Coanda que le ayudara a aumentar la sustentación y permitiera emplear pistas más cortas para aterrizar y despegar. En la URSS se llegó a la misma solución, creando el Antonov An-72 'Coaler'. Irónicamente, sería el McDonnell Douglas YC-15 el que sirviera de base para, años después, diseñar el Boeing C-17 Globemaster III.
A principios de los años 80, la USAF se encontró con una gran flota de antiguos C-141 Starlifter. Algunos de los C-141 tenían problemas estructurales por su gran uso. Debido a esto, la USAF inició una nueva competición, denominada C-X, en octubre de 1980. 
McDonnell Douglas desarrolló un nuevo avión basado en el YC-15. A la vez, Boeing presentaba un rediseño del YC-14 y Lockheed presentó dos diseños: uno basado en el C-5 y otro en el C-141. Se eligió el diseño de McDonnell Douglas. Este avión, desde entonces denominado C-17A Globemaster III, fue adquirido en agosto de 1981. El nuevo avión difería al tener alas más afiladas, un mayor tamaño y motores más potentes. Esto permitía realizar todos los trabajos del C-141 e incluso algunas de las tareas de los C-5 Galaxy, por lo que la flota de C-5 se destinó para cargas a más larga distancia.
El desarrollo continuó hasta diciembre de 1995, cuando se firmó un contrato de producción a gran escala. El primer vuelo fue el 15 de septiembre de 1991. Este avión (T-1) y 5 más del modelo de producción (P1-P5) participaron en pruebas de vuelo y evaluaciones en la Base Aérea de Edwards. Después de que el C-17 empezase a ser producido, Boeing compró McDonnell Douglas.

## Diseño

### Misión
El C-17 Globemaster III es capaz de desplegar rápidamente tropas estratégicas y todo tipo de carga para mantener bases operativas o directamente crear bases avanzadas. Esta aeronave es capaz de realizar misiones de transporte y paracaidismo tácticas cuando sea necesario. El rendimiento y flexibilidad del C-17 mejora la capacidad del sistema de carga y transporte aéreo mundial de los Estados Unidos.
En los últimos años el tamaño y peso de las unidades mecanizadas de los Estados Unidos han crecido, lo que implica un incremento en los requerimientos de movilidad, particularmente en el área de grandes o pesadas cargas. Por esto modernas aeronaves, como el C-17, son necesarias para cubrir las necesidades de transporte para potenciales contingencias armadas, mantenimiento de la paz o misiones humanitarias a nivel mundial.
En los últimos años la USAF se enfrenta al envejecimiento de la flota de bombarderos de largo alcance y a la necesidad de aumentar su potencia de ataque en el Pacífico, ya que se considera que el B-21 Raider tardará en llegar, y cuando lo haga será en pequeña cantidad. Una de las idea que se contemplan es asignar al C-17 la posibilidad de lanzar ataques. Para ello el avión cargaría pallets de misiles AGM-158 JASSM-ER que lanzaría en plano vuelo.

### Características

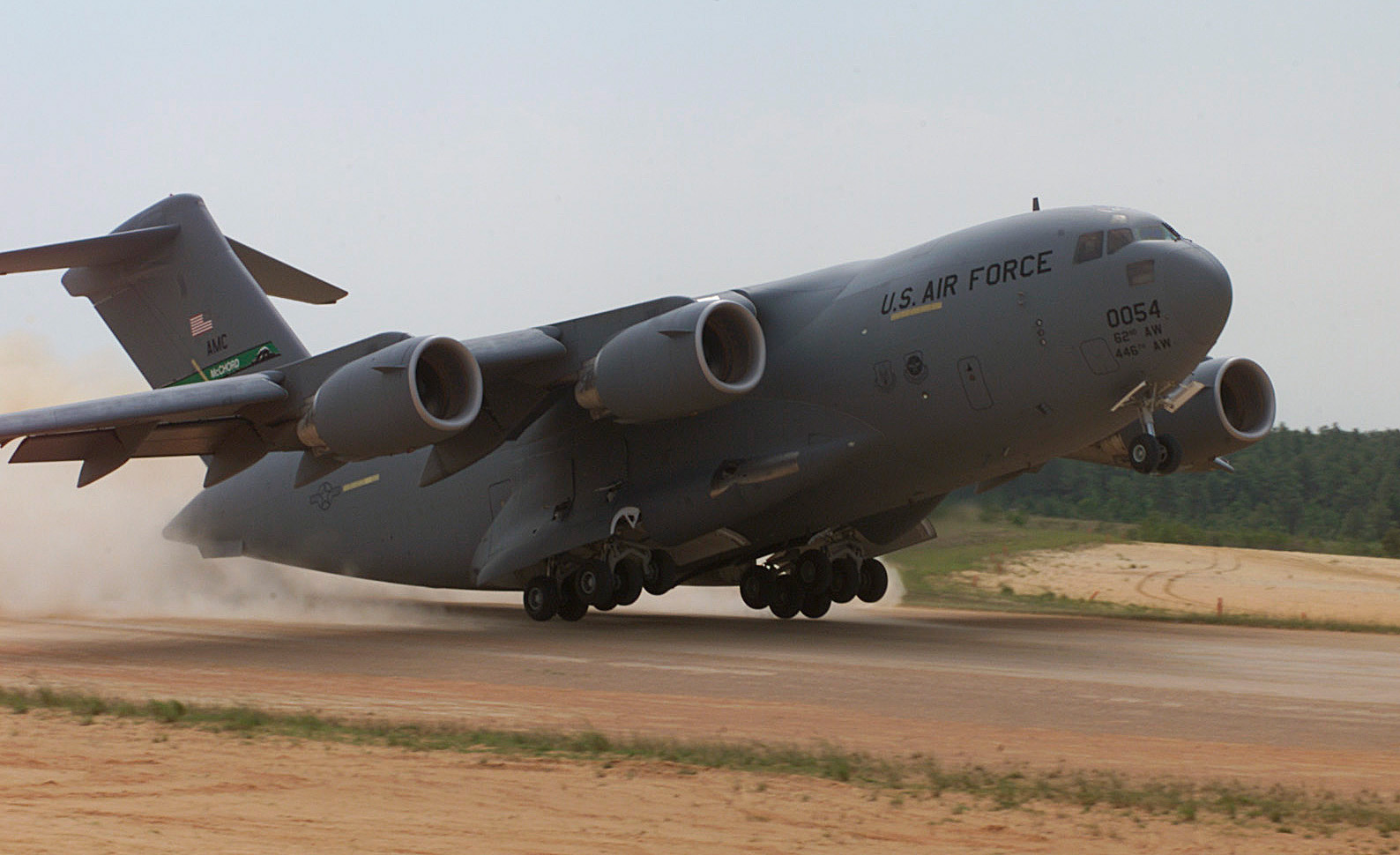
C-17 de la USAF despegando en mayo de 2000.

El C-17 está impulsado por 4 motores, totalmente reversibles, F117-PW-100 (designación del Departamento de Defensa estadounidense para los motores Pratt and Whitney PW2040 utilizados en el Boeing 757). Cada motor tiene un empuje de 180 kN.
El avión opera con una tripulación mínima de 3 personas (piloto, copiloto y jefe de carga). La carga se introduce en el C-17 por una gran puerta trasera que permite el acceso de equipo rodado (vehículos, tráileres, etc.) o carga paletizada. El suelo de la cabina de carga dispone de rodamientos para la carga paletizada, que pueden ser ocultados para su utilización por equipamiento rodado. El equipo rodado más grande que puede llevar este avión es un tanque de batalla M1 Abrams de 70 toneladas.
La máxima carga del C-17 es de 77500 kg, y su máximo peso al despegue es de 265350 kg. Con una carga de 72600 kg y una altitud de crucero de 8500 m, el C-17 tiene un alcance aproximado de 4400 km en las primeras 71 unidades y 5200 km en las siguientes unidades, que incluyen un tanque de combustible adicional en el centro de las alas. Su velocidad de crucero es de aproximadamente 833 km/h (0,74 mach). El C-17 está diseñado para transportar a 102 paracaidistas totalmente equipados.
El C-17 está diseñado para operar en pistas de 900 m de longitud y 27 m de anchura. Adicionalmente el C-17 puede operar en pistas no pavimentadas.

### Componentes

#### Electrónica
| Sistema      | País | Fabricante | Notas         |
| ------------ | ---- | ---------- | ------------- |
| Red de datos |      |            | MIL-STD-1553B |

## Historia operacional
Los C-17 se utilizaron para transportar pertrechos militares y ayuda humanitaria durante la Operación Libertad Duradera en Afganistán y en la operación Libertad Iraquí.
El 26 de marzo de 2003, 15 C-17 de la USAF participaron en la mayor operación aerotransportada desde la «operación Causa Justa» en diciembre de 1989 en Panamá: durante la noche, 1000 paracaidistas saltaron sobre Bashur en Irak.
Un C-17 de la RAF fue el encargado de transportar el féretro con los restos mortales de Isabel II desde el aeropuerto de Aberdeen hasta Londres, el 13 de septiembre de 2022.

## Variantes
C-17A
Versión inicial de transporte aéreo militar.
C-17A "ER"
Nombre no oficial para los C-17A con alcance extendido gracias a la adición del depósito central alar. Esta actualización fue incorporada en la producción en 2001, con los aviones del Block 13.
Block 16
Esta actualización de software/hardware fue una importante mejora del Sistema de Generación de Gas Inerte a Bordo (Onboard Inert Gas-Generating System, OBIGGS II), nuevo radar meteorológico, sistema mejorado de soporte del estabilizador y otra aviónica.
Block 21
Añade capacidad ADS-B, modificación del IFF, actualizaciones en comunicaciones/navegación y gestor de vuelo mejorado.
C-17B
Versión propuesta de transporte aéreo táctico con flaps doblemente ranurados, tren de aterrizaje principal adicional en el fuselaje central, motores más potentes y otros sistemas para acortar las distancias de despegue y aterrizaje. Boeing ofreció el C-17B a las fuerzas armadas estadounidenses en 2007 para transportar los Future Combat Systems (FCS) y otros equipos del Ejército.
MD-17
Variante propuesta para operadores civiles, más tarde redesignada como BC-17 tras la fusión de 1997.

## Operadores
Australia

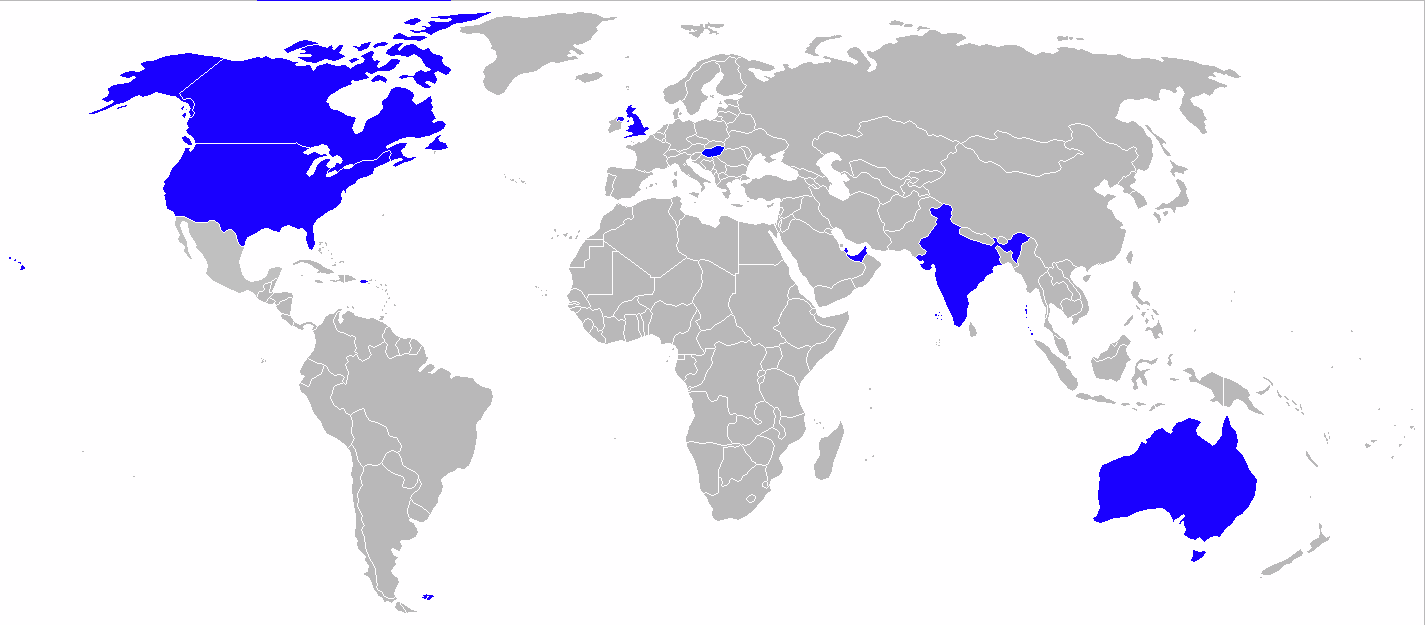
Operadores del C-17 en azul.

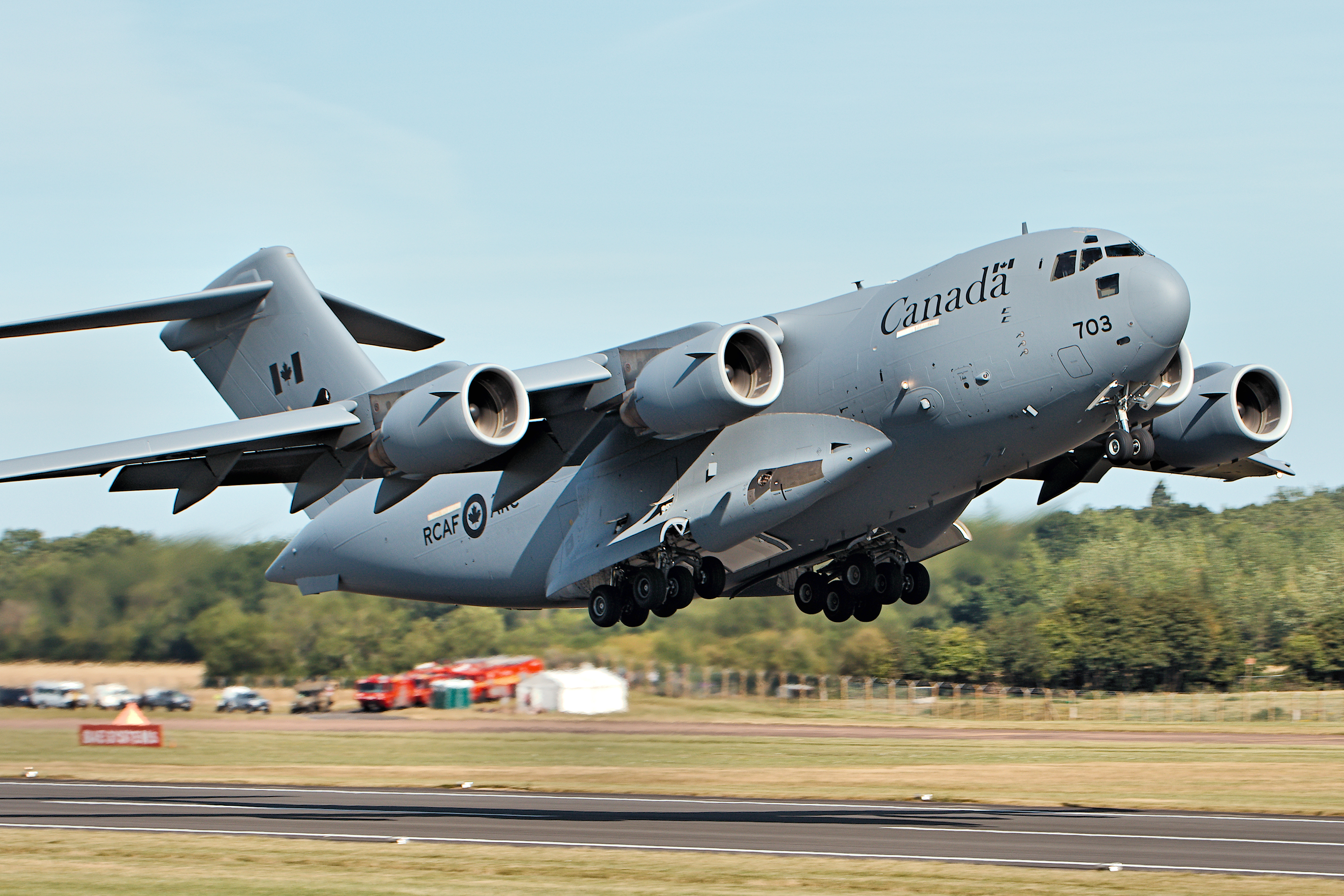
C-17A (CC-177) de las Fuerzas Canadienses en RAF Fairford.

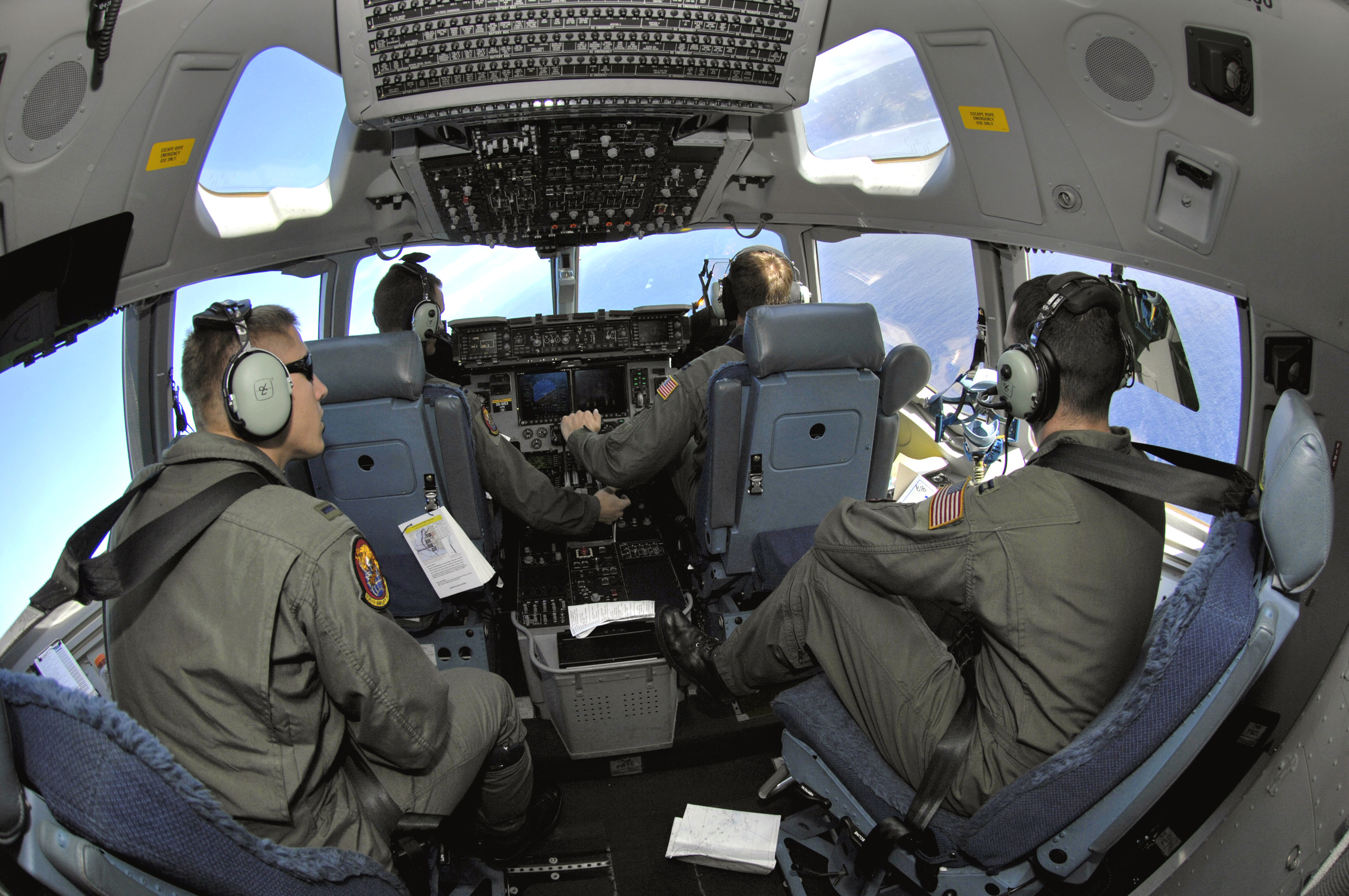
Misión de entrenamiento en enero de 2007 en las islas Hawái.

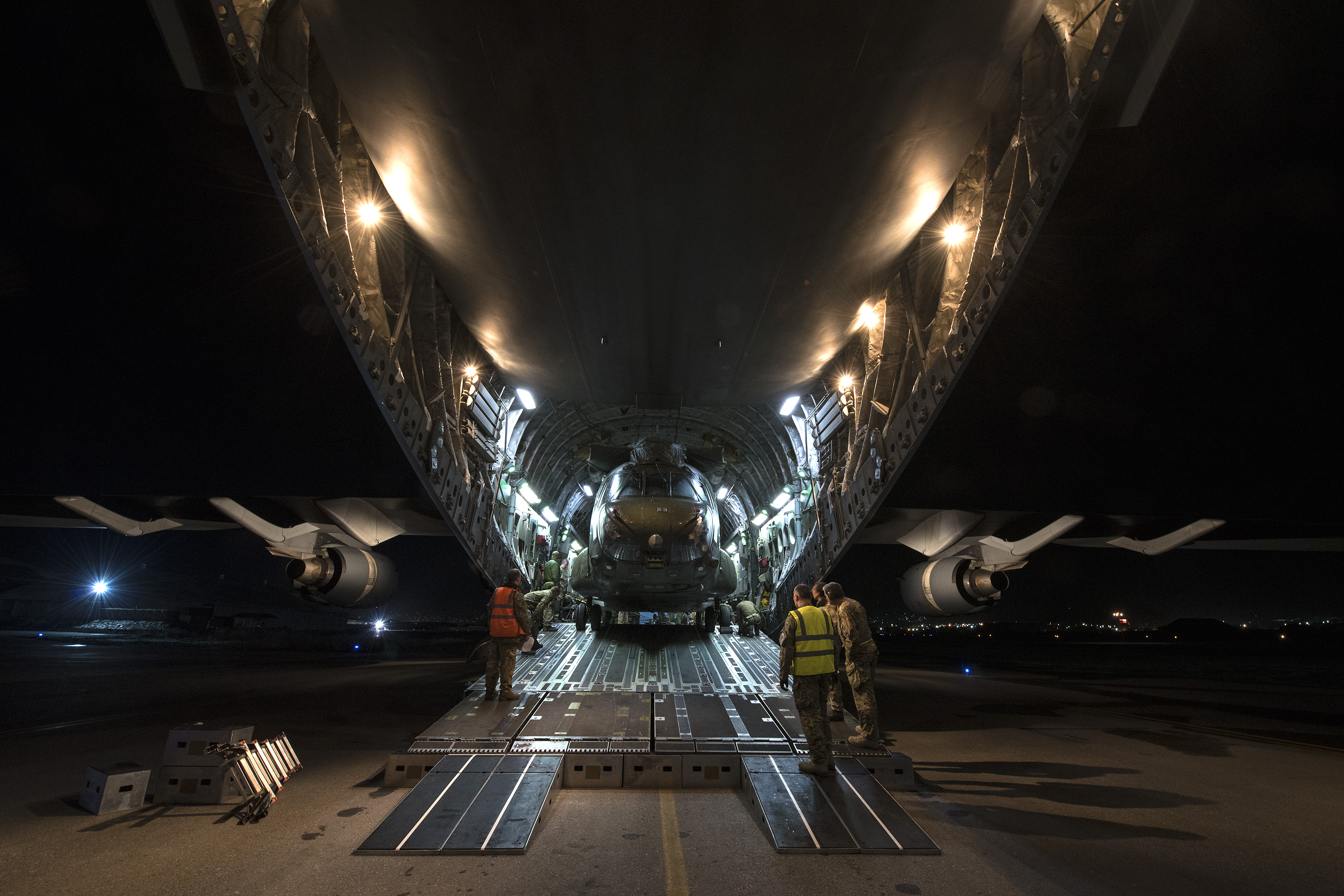
Un helicóptero Chinook de la RAF cargado en un C-17. También puede transportar un Super Stallion o un King Stallion desmontando partes.

- Real Fuerza Aérea Australiana: la RAAF hizo público a finales de 2005 que estaba considerando comprar cuatro C-17 u ocho A400M para transporte estratégico. El C-17 parte como favorito al ser un avión probado y tener una disponibilidad más cercana en el tiempo. Uno de los principales requerimientos de la RAAF es la capacidad de transportar carros de combate M1 Abrams. El 2 de marzo de 2006, se anunció la adquisición de tres aviones, más una opción de una aeronave, que entrarían en servicio en 2006. 8 C-17A ER en servicio en enero de 2018.[22][23]

 Canadá
- Real Fuerza Aérea de Canadá: Canadá necesitaba un avión de transporte a gran distancia para sus misiones humanitarias y militares. Durante mucho tiempo se alquilaron Antonov e Ilyushin, para misiones como la Disaster Assistance Response Team (DART) en respuesta al tsunami en Sri Lanka en 2005. Canadá alquiló aviones An-124 Ruslan para su despliegue en Haití en 2003, y para su despliegue en Afganistán recurrió a una combinación de An-124 Ruslan, Ilyushin Il-76 y C-17 de la USAF. En 2002 se abrió el Future Strategic Airlifter Project para analizar alternativas de compra o alquiler.[24]

El 5 de julio de 2006, se informó la negociación directa con Boeing para comprar cuatro aviones. El 1 de febrero de 2007 Canadá firmó la compra de cuatro C-17 a entregar en agosto de 2007. Al igual que a Australia, a Canadá se le cedieron aviones en línea de producción destinados a la Fuerza Aérea de los Estados Unidos, para acelerar las entregas.
El avión se designa CC-177 Globemaster III. El cuarto avión se entregó en abril de 2008. Los cuatro aviones son asignados al 429 Squadron, con base en CFB Trenton. 5 aviones CC-177 (C-17A ER) en uso en enero de 2018.
 Catar
- Fuerza Aérea de Catar: la Fuerza Aérea de este pequeño emirato, de tan sólo 11 000 kilómetros cuadrados y 550 000 habitantes, firmó en 2008 un sorprendente contrato para la compra de 2 C-17A, que fueron entregados en 2009, con otros 2 ejemplares en opción.[30]

 Emiratos Árabes Unidos
- Fuerza Aérea de los Emiratos Árabes Unidos: la Fuerza Aérea de los Emiratos Árabes Unidos firmó en febrero de 2009 un contrato para la adquisición de 6 C-17, junto con 12 C-130J. Las entregas se esperaban en un plazo de tres o cuatro años.[31] 8 C-17A en uso en enero de 2018[22][32]

 Estados Unidos
- Fuerza Aérea de Estados Unidos: el primer modelo de producción se entregó el 14 de julio de 1993 en la base aérea de Charleston. El primer escuadrón de C-17, el 17.º Escuadrón de Transporte Aéreo, fue declarado "operativo" el 17 de enero de 1995. La Fuerza Aérea estadounidense programó la compra de 120 C-17, siendo el último entregado en noviembre de 2004. En mayo de 2002 se encargaron 60 unidades adicionales, y en 2007 el Congreso estadounidense aprobó fondos para otros 10,[33] elevando el total a 190 ejemplares. 222 C-17 en servicio en enero de 2018[22] (157 activos, 47 en la Guardia Aérea Nacional, 18 en la Reserva de la Fuerza Aérea).[5]

 India
- Fuerza Aérea de la India: Norman Anil Kumar Browne, actual jefe de la fuerza aérea de India (IAF) confirmó en una reciente entrevista la adquisición del transporte estratégico Boeing C-17 Globemaster III, de los cuales serán incorporados los 10 ejemplares originalmente acordados más 6 ejemplares totalizando así 16 unidades y convirtiéndose la IAF en el segundo mayor usuario del mundo del C-17 luego de la USAF. Las entregas de los 10 primeros ejemplares se iniciarán entre el 2013 y 2014, y los 6 restantes en el 2015, indicando que el requerimiento original era por 20 C-17 aunque el ministerio de defensa sólo autorizó 16 unidades.

A octubre de 2020 cuentan con 10 aeronaves totales.
 Organización del Tratado del Atlántico Norte
- OTAN (Strategic Airlift Capability Program): varias naciones del pacto OTAN firmaron un acuerdo de adquisición por los aviones C-17 el 19 de julio de 2006, durante la Muestra Aérea de Farnborough. A este programa se le llamó NATO Strategic Airlift Capability. Algunos países se han retractado de su voluntad inicial; pero otros pocos permanecieron, como en el caso de Bulgaria, Estonia, Hungría, Lituania, Holanda, Noruega, Polonia, Rumania, Eslovenia, aparte de otras naciones No OTAN, como Finlandia, India y Suecia;[35] así como la India ha seleccionado ésta aeronave como su carguero de gran capacidad recientemente.[36] A la fecha se han adquirido dos C-17 y la USAF cedió un tercero, que son operados del mismo modo que los AWACS de la OTAN. Los aviones están basados en la Base aérea de la localidad de Papa, en Hungría.

El 14 de julio de 2009, Boeing entregó el primer C-17 al Programa NATO Strategic Airlift Capability (SAC). Los otros llegaron en septiembre y octubre de 2009.
 Reino Unido
- Real Fuerza Aérea: Boeing ha negociado el C-17 con varios países europeos incluyendo Bélgica, Reino Unido, Francia y España. De estos, siempre ha considerado el Reino Unido como el cliente más propicio debido a su Política de Defensa, cada vez más internacional y de compromiso global que implica despliegues a Gran Distancia. La Royal Air Force ha establecido su deseo de tener una gran interoperabilidad y capacidades y armamentos comunes con la Fuerza Aérea estadounidense y resto de la OTAN. En 1998 la revisión estratégica de la defensa detectó la necesidad de un avión de transporte estratégico hasta la llegada del nuevo Airbus A400M. En agosto de 1999 se optó por el C-17 al considerarlo el único que podía cubrir las especificaciones demandadas por la RAF.

Geoff Hoon, Secretario de Defensa del Reino Unido, anunció en mayo de 2000 que la RAF arrendaría 4 C-17 de Boeing por un período inicial de siete años con una opción de extensión por dos años. En ese momento la RAF tendría la opción de comprar las aeronaves o devolverlas. Reino Unido se comprometió a actualizar los C-17 al mismo nivel que la USAF para que en caso de devolución la USAF pudiera usarlos.
El primer C-17 se entregó a la RAF el 17 de mayo de 2001, siendo asignado al Escuadrón 99, quienes habían entrenado previamente con la USAF. El cuarto avión de la RAF se entregó el 24 de agosto de 2001. Los aviones de la RAF fueron los primeros en aprovechar las ventajas del nuevo depósito de combustible en el ala.
La RAF se declaró contenta con los C-17 y empezó a circular la idea de mantener las aeronaves a pesar de los progresos del A400M. Aunque la flota de C-17 debía ser retirada con la llegada del A400M, el 21 de julio de 2004 el Reino Unido anunció que habían optado por comprar sus cuatro C-17 al final del arrendamiento, aunque el A400M se acercaba a su producción. La RAF tiene 8 C-17A ER en uso en enero de 2018.
Cuando se terminó el período de arrendamiento los aviones asumieron la designación oficial de la RAF, "C-17 Globemaster III".

## Especificaciones (Globemaster III)
Referencia datos: USAF, Boeing, y AerospaceWeb

### Características generales
- Tripulación: Tres (2 pilotos y 1 jefe de carga)
- Capacidad: 

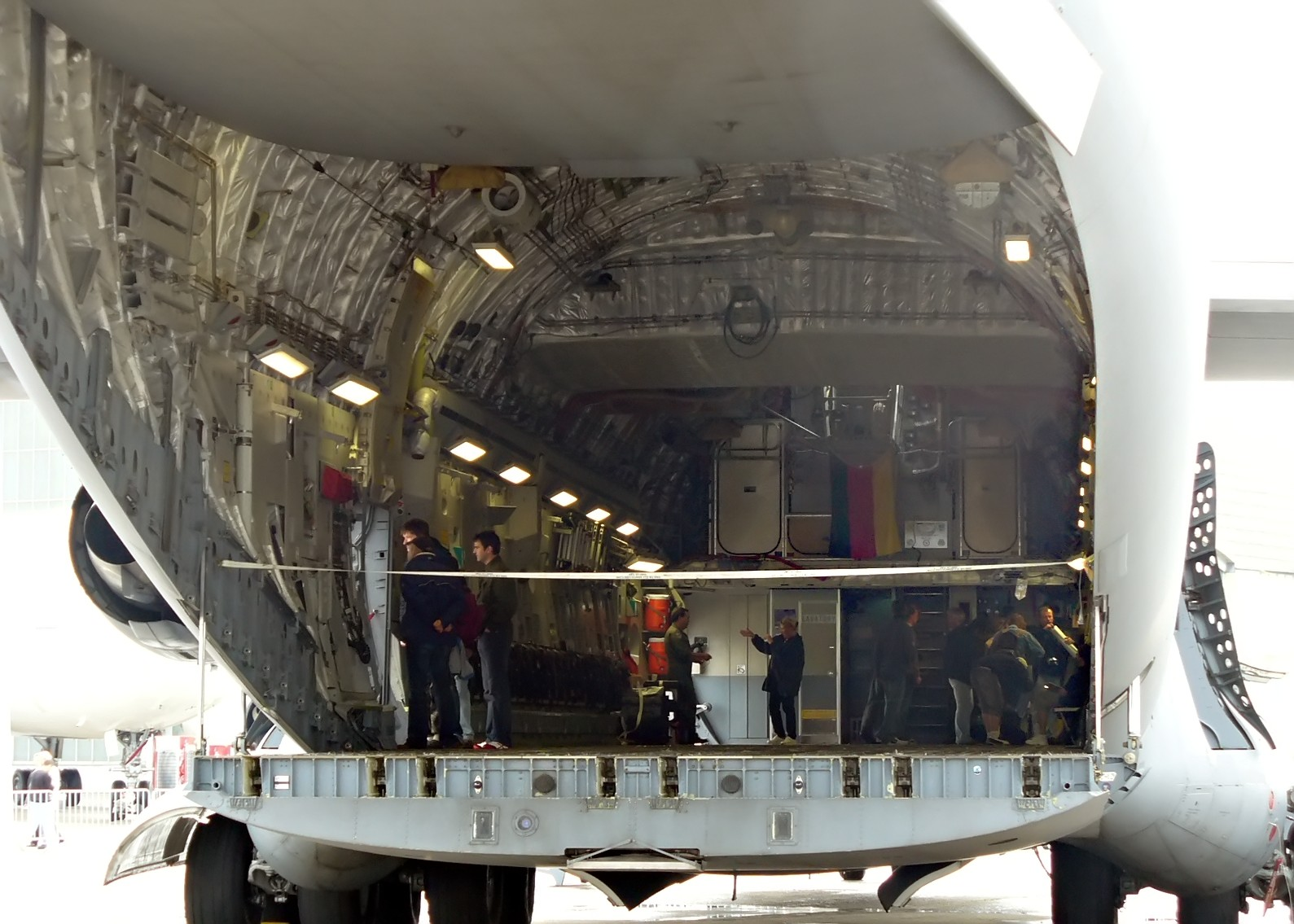
Interior de un C-17 en la Exhibición Aeroespacial Internacional de 2006.

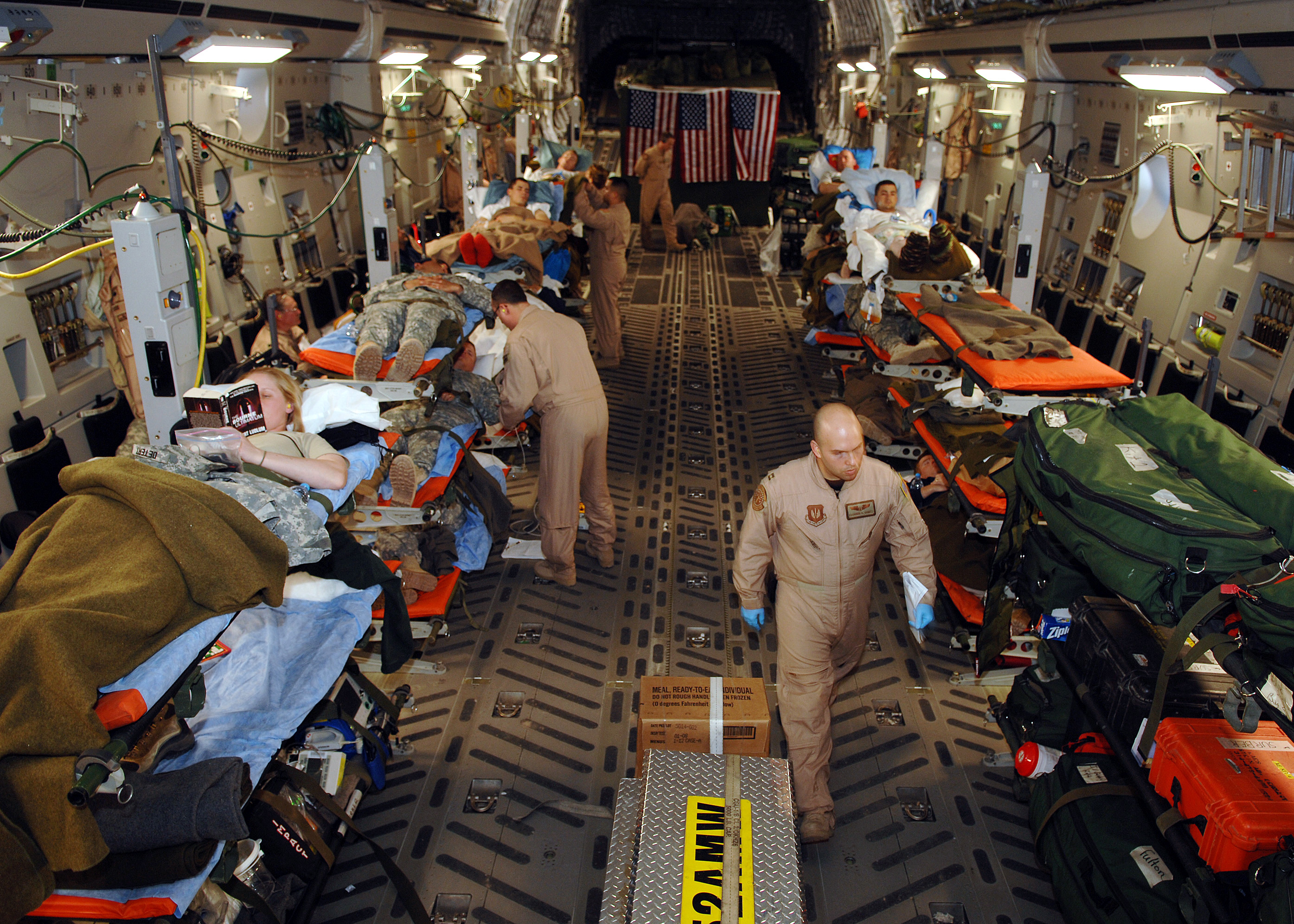
C-17 configurado para evacuación médica desde Irak, 2007.

  - Transporte de tropas: 134 soldados en asientos en pallet o 102 soldados con asientos estándar
  - Evacuación médica: 36 camillas y 54 pacientes ambulatorios
  - Transporte de vehículos: 1 carro de combate M1 Abrams, o 3 blindados 8×8 Stryker o 6 blindados 4×4 M1117 Guardian
- Carga: 77 519 kg
- Longitud: 53 m (173,9 ft)
- Envergadura: 51,8 m (169,8 ft)
- Altura: 16,8 m (55,1 ft)
- Superficie alar: 353 m² (3799,8 ft²)
- Perfil alar: raíz: DLBA 142; punta: DLBA 147[42]
- Peso vacío: 128 100 kg (282 332,4 lb)
- Peso máximo al despegue: 265 350 kg (584 831,4 lb)
- Planta motriz: 4× turbofán Pratt & Whitney F117-PW-100.
  - Empuje normal: 179,9 kN (18 344 kgf; 40 443 lbf) de empuje cada uno.
- Capacidad de combustible: 134 556 litros

### Rendimiento
- Velocidad crucero (Vc): 830 km/h (516 MPH; 448 kt) (Mach 0,69)
- Alcance: 4482 km (2420 nmi; 2785 mi)
- Radio de acción: km
- Alcance en ferry: 11 540 km
- Techo de vuelo: 13 716 m (45 000 ft)
- Carga alar: 730 kg/m² (149,5 lb/ft²)
  - Carga alar máxima: 750 kg/m²
- Empuje/peso: 0,277
- Distancia de despegue: 2316 m (7600 pies) a plena carga
- Distancia de aterrizaje: 1060 m (3500 pies)

## Aeronaves relacionadas

### Desarrollos relacionados
- McDonnell Douglas YC-15

### Aeronaves similares
- Xian Y-20
- C-141 Starlifter
- C-5 Galaxy
- Airbus A400M Atlas
- Kawasaki C-2
- / Ilyushin Il-76
- Antonov An-124 Ruslan
- Antonov An-22

### Secuencias de designación
- Secuencia C-_ (Aviones de Carga estadounidenses, 1962-presente): ← C-12 - C-14 - C-15 - C-17 - C-18 - C-19 - C-20A-D/F-H
- Secuencia C_-_ (Aeronaves de las Fuerzas Canadienses, 1968-presente): ← CU-172 - CU-173 - CU-176 - CC-177 - CH-178 - CF-188 - CC-295
- Secuencia A_ (Aeronaves de la RAAF (Serie Tres, Serie Conjunta, 1964-presente)): ← A38 Tiger - A39 KC-30A MRTT - A40/N40 MRH-90 - A41 Globemaster III - N42 A109E - A43 RQ-7B Shadow - A44 F/A-18F Super Hornet →